# Analytický jazyk
Analytický jazyk (nebo izolační jazyk, amorfní jazyk) je jazyk, který pracuje pouze s volnými morfémy. Nepoužívá tedy skloňování či časování slov, jejich forma zůstává stejná. Gramatické funkce jsou tedy vyjádřeny pomocí slovosledu a tzv. funkčních slov.
Výhradně analytickými jazyky jsou například vietnamština či barmština. Jejich syntax je velmi striktní. Slovosled se používá např. pro vyjádření určitosti (v angličtině se pro toto používají členy 'the' a 'a'). Daleko důležitější je role příslovcí.
Ze západoevropských jazyků se mezi analytické řadí angličtina, která však obsahuje i některé prvky ohýbání (stará angličtina byla jazykem flektivním).